# Uruguay Open 2022
L'Uruguay Open 2022 è stato un torneo maschile tennis professionistico. È stata la 17ª edizione del torneo, facente parte della categoria Challenger 80 nell'ambito dell'ATP Challenger Tour 2022, con un montepremi di 53 120 $. Si è svolto dal 7 al 13 novembre 2022 sui campi in terra rossa del Carrasco Lawn Tennis Club di Montevideo, in Uruguay.

## Partecipanti

### Teste di serie
| Nazionalità | Giocatore               | Ranking* | Testa di serie |
| ----------- | ----------------------- | -------- | -------------- |
| Argentina   | Federico Coria          | 71       | 1              |
| Argentina   | Tomás Martín Etcheverry | 83       | 2              |
| Germania    | Daniel Altmaier         | 91       | 3              |
| Argentina   | Facundo Bagnis          | 101      | 4              |
| Italia      | Marco Cecchinato        | 109      | 5              |
| Argentina   | Camilo Ugo Carabelli    | 123      | 6              |
| Argentina   | Juan Manuel Cerúndolo   | 141      | 7              |
| Italia      | Franco Agamenone        | 154      | 8              |

* Ranking al 31 ottobre 2022.

### Altri partecipanti
I seguenti giocatori hanno ricevuto una wild card per il tabellone principale:
- Leo Borg
- Guido Pella
- Franco Roncadelli

Il seguente giocatore è entrato in tabellone con il ranking protetto:
- Sumit Nagal

I seguenti giocatori sono entrati in tabellone come alternate:
- Nikola Milojević
- Genaro Alberto Olivieri

I seguenti giocatori sono passati dalle qualificazioni:
- Federico Zeballos
- Jan Choinski
- Max Houkes
- Eduardo Ribeiro
- Juan Pablo Paz
- Moez Echargui

Il seguente giocatore è entrato in tabellone come lucky loser:
- Gonzalo Villanueva

## Campioni

### Singolare
Genaro Alberto Olivieri ha sconfitto in finale  Tomás Martín Etcheverry con il punteggio di 6(3)–7, 7–6(5), 6–3.

### Doppio
Karol Drzewiecki /  Piotr Matuszewski hanno sconfitto in finale  Facundo Díaz Acosta /  Luis David Martínez con il punteggio di 6–4, 6–4.